# Chaetobranchus flavescens
Chaetobranchus flavescens es una especie de peces de la familia Cichlidae en el orden Perciformes.

## Morfología
Los machos pueden llegar alcanzar los 21 cm de longitud total.

## Reproducción
Tiene lugar durante la estación de las lluvias.

## Alimentación
Come plancton.

## Hábitat
Es una especie de clima tropical entre 24 °C-26 °C de temperatura.

## Distribución geográfica
Se encuentran en Sudamérica:  cuencas de los ríos  Amazonas (Perú y Brasil) y Orinoco (río Apure, Venezuela), y ríos de Guayana, Surinam, la Guayana Francesa y Amapá (Brasil).